# Casos de abuso sexual de la Iglesia católica en Chile
El abuso sexual de menores por parte del clero de la Iglesia católica en Chile y la falta de respuesta y responsabilidad de los funcionarios de la Iglesia atrajeron la atención mundial como una falla crítica del Papa Francisco y de la Iglesia en su conjunto para abordar el abuso sexual de menores por parte de sacerdotes. Entre varios casos, el del padre Fernando Karadima, que se hizo público en 2010, planteó dudas sobre la responsabilidad y complicidad de varios obispos chilenos, incluidos algunos de los prelados católicos de más alto rango del país.
Karadima fue acusado desde 1984 de abusar sexualmente a menores de edad. No se abordaron las denuncias de abusos y se ignoró una investigación inicial que encontró creíbles las acusaciones contra Karadima. Cuando el Vaticano declaró a Karadima culpable de abuso sexual de menores y abuso psicológico en febrero de 2011, le negó el derecho a funcionar como sacerdote por el resto de su vida. Varios sacerdotes de los que había sido mentor se habían convertido para entonces en obispos. En 2015, el Papa Francisco nombró a uno de ellos, Juan Barros Madrid, al frente de la diócesis de Osorno, provocando protestas, especialmente de la comunidad católica local. El nombramiento resultó controvertido en Chile, y la defensa de Barros por parte del Papa Francisco en enero de 2018 provocó tal protesta por parte de las víctimas de abuso sexual y sus defensores, incluido el Cardenal Seán O'Malley, jefe de la Comisión Pontificia para la Protección de Menores, que Francisco ordenó un reexamen de los casos de abuso sexual en Chile por parte del principal experto del Vaticano en abuso sexual sacerdotal de menores, el arzobispo Charles Scicluna. Convencido por el informe de esa investigación sobre una falla generalizada de la jerarquía de la Iglesia para reconocer y responder a la crisis de abuso sexual, Francisco llamó a todos los obispos de Chile a Roma a consulta, y allí todos los obispos activos del país ofrecieron sus renuncias.
El 11 de julio de 2019, en medio de la actual crisis de abuso sexual en la Iglesia católica chilena, el presidente chileno Sebastián Piñera promulgó una ley que elimina el plazo de prescripción para juzgar a personas por cometer delitos de abuso sexual contra niños, poniendo fin a la impunidad en casos que anteriormente habrían tenido un plazo de prescripción que variaba entre cinco y diez años, dependiendo de la naturaleza del delito. La periodista Inés San Martín de Crux denunció que «Chile es el país más afectado por la crisis de abuso clerical fuera del mundo de habla inglesa».

## Caso Karadima

### Contexto histórico
El padre Fernando Karadima (1930-2021) fue un líder espiritual y figura paterna para los jóvenes de la élite social de Santiago. Tenía su a su orden la "Parroquia El Bosque", a la cual frecuentaban algunas de las familias más ricas e influyentes de Santiago. Sus conexiones se extendieron a funcionarios de la dictadura militar de Augusto Pinochet y al nuncio papal en Chile, Angelo Sodano, quien se convirtió en cardenal y secretario de Estado del Vaticano en 1991. Karadima era un líder dinámico, descrito como «impecablemente vestido y con las uñas perfectamente cuidadas y el cabello peinado hacia atrás», que «tenía una figura aristocrática, atrayendo tanto a jóvenes como a personas mayores de la élite de Chile».
En 1984 un grupo de feligreses denunciaron a Juan Francisco Fresno, arzobispo de Santiago de Chile una «conducta indebida» por parte de Karadima. Uno de ellos dijo más tarde ante el tribunal que se enteró de que su carta había sido «rotada y tirada». El secretario de Fresno en ese momento era uno de los protegidos de Karadima, Juan Barros.
A mediados de 2003, un joven católico, José Murillo, informó por carta al cardenal Francisco Javier Errázuriz Ossa, nuevo arzobispo de Santiago de Chile, que había sido abusado por Karadima. La Conferencia Episcopal de Chile había establecido meses antes lineamientos para manejar acusaciones de abuso sexual por parte del clero, y los lineamientos exigían una investigación si el acusador demostraba «buena fe» y no requería una evaluación de la acusación en sí. Errázuriz le dijo a Murillo que estaba orando por él y en junio de 2004 abrió la primera investigación sobre Karadima. Dos años después, uno de los investigadores le dijo a Errázuriz que encontraba creíbles a los acusadores y le sugirió posibles cursos de acción. Errázuriz rechazó el informe. Explicó años más tarde en una entrevista con la revista Qué Pasa que se basó erróneamente en la valoración de otra persona: «Cometí un error: pedí y sobrevaloré la opinión de una persona muy cercana al imputado y al acusador. Mientras que el promotor de justicia pensó que la acusación era verosímil, esta otra persona afirmó todo lo contrario».

### Investigaciones públicas
En abril de 2010, víctimas de abuso sexual por parte de cuatro hombres que alguna vez fueron devotos seguidores de Karadima presentaron una denuncia penal. El Ministerio Público designó como fiscal especial a Xavier Armendáriz, quien prometió una investigación imparcial.
El reverendo Hans Kast declaró que había sido testigo de abusos sexuales al igual que el reverendo Andrés Ferrada «pero nunca nadie hizo nada al respecto». El reverendo Francisco Walker, presidente del Tribunal Eclesiástico, renunció al tribunal luego de admitir que había filtrado información personal de los demandantes al obispo Arteaga y al padre Morales.
Después de siete meses de realizar la investigación, el tribunal desestimó la demanda y dictaminó que no había pruebas suficientes para acusar a Karadima. Uno de los demandantes dijo: «Nos hubiera gustado apelar, pero con abogados defensores como este, que tienen a la Corte de Apelaciones y a la Corte Suprema en sus manos, y una serie de personas poderosas que continúan protegiendo a Karadima, sabíamos que sería sería una batalla cuesta arriba que probablemente perderíamos».
En respuesta a las acusaciones públicas, funcionarios de la Iglesia chilena llevaron a cabo su propia investigación y en junio de 2010 presentaron un informe de 700 páginas a la Congregación para la Doctrina de la Fe (CDF). Mientras se consideraba ese informe, el Papa Benedicto XVI aceptó la renuncia de Errázuriz y nombró a Ricardo Ezzati Andrello para sucederlo como arzobispo de Santiago de Chile. El 16 de enero de 2011, la CDF declaró a Karadima culpable de abusar de menores y lo condenó a una vida de «oración y penitencia», que el Vaticano describió como «una prohibición de por vida del ejercicio público de cualquier acto ministerial, en particular la confesión y la guía espiritual de cualquier categoría de personas». Su retiro forzoso incluyó la reubicación en un lugar donde no tendrá contacto con feligreses anteriores ni con nadie a quien haya asesorado. El 18 de febrero, el arzobispo Ezzati hizo pública la decisión. Karadima siguió manteniendo su inocencia. Ezzati anunció el 22 de junio que la CDF había rechazado la apelación de Karadima y confirmó su sentencia original. Ezzati afirmó que «no hay lugar en el sacerdocio para quienes abusan de menores y esto confirma la visión de la Iglesia en este caso». Karadima reconoció la sentencia con su firma, pero afirmó que las «convicciones internas de Ezzati son personales». En ese momento Karadima vivía en Providencia en un convento religioso.
Uno de los prelados de más alto rango de Chile, el cardenal Jorge Medina, retirado hace mucho tiempo, expresó dudas de que Karadima pudiera ser condenado adecuadamente por «abuso sexual» porque «un joven de 17 años sabe lo que está haciendo». Defendió las sanciones canónicas impuestas a Karadima, dada su edad y sus méritos. Uno de los acusadores de Karadima calificó el comentario del cardenal sobre los jóvenes de 17 años como «un ataque injustificado». Otro de ellos dijo que consideraba las declaraciones de Medina «extremadamente sospechosas, como si quisiera restarle importancia a estas graves acciones, reduciendo el tema a la homosexualidad de una manera muy tonta, como si, además, homosexualidad y abuso fueran sinónimos». Las declaraciones, afirmó, «fueron un intento de liberar de responsabilidad a alguien que se aprovechó de su posición de poder sobre personas más vulnerables».

## Obispos de Karadima
Karadima fue influyente en la formación espiritual y las carreras de unos 50 sacerdotes y varios obispos. Los obispos acusados de complicidad con Karadima, y sus cargos cuando se hicieron públicos los cargos contra Karadima fueron:
- Andrés Arteaga: obispo auxiliar de Santiago de Chile y Vice-Gran Canciller de la Pontificia Universidad Católica de Chile.
- Juan Barros Madrid: obispo castrense de Chile.
- Tomislav Koljatic: obispo de Linares.
- Horacio Valenzuela: obispo de Talca.

En marzo de 2011, pocas semanas después de que se anunciara la determinación del Vaticano sobre la culpabilidad de Karadima, Arteaga renunció a su cargo en la Universidad Católica. El sindicato de estudiantes de la universidad (Federación de Estudiantes de la UC) había instado a su destitución. Un año antes había expresado su total apoyo a Karadima. Sólo a regañadientes expresó su apoyo a la acción del Vaticano contra Karadima, refiriéndose en su declaración a los «afectados» y no a las «víctimas». El propio Arteaga había sido acusado por José Andrés Murillo de ignorar sus denuncias y recomendarle una visita a un psiquiatra: «que todo fue un malentendido mío, que no debía seguir diciendo esas cosas de Karadima, tenían muy buenos abogados». Arteaga sigue siendo obispo auxiliar de Santiago de Chile, aunque en mayo de 2018 ya no desempeñaba un papel público por problemas de salud.
En 2018, el Papa Francisco aceptó las renuncias de Barros y Valenzuela. Sin embargo, durante el mismo año se informó que Errázuriz era el líder del encubrimiento de los abusos de Karadima. De los cuatro obispos acusados de complicidad al comenzar las acusaciones, sólo Arteaga fue llamado como testigo en una denuncia que fue presentada contra Errázuriz.

## Controversia actual
En 2013 y 2014, Ezzati y su antecesor Errázuriz coordinaron sus esfuerzos para impedir que Juan Carlos Cruz, una de las víctimas y acusadores de Karadima, fuera nombrado miembro de la Pontificia Comisión para la Protección de Menores. Cuando su correspondencia se hizo pública en septiembre de 2015, los defensores de las víctimas de abuso pidieron la renuncia o la destitución de Ezzati. Se informó que Cruz, junto con Jesse Hamilton y José Andrés Murillo, entablaron una demanda que obligó a la oficina del Arzobispo de Santiago a pagar a los tres hombres 450 millones de pesos (650.000 dólares) en concepto de daños y perjuicios. Posteriormente, la Corte de Apelaciones negó que el fallo se hubiera producido y que la demanda aún estuviera en curso; pero falló a favor de los demandantes el 27 de marzo de 2019 y ordenó a la Arquidiócesis de Santiago pagarles 100 millones de pesos (147.000 dólares aproximadamente).
El 28 de marzo de 2019 se anunció que Errázuriz fue llamado a declarar en una investigación en curso, testificando ante los fiscales. El 20 de abril de 2019 volvió a declarar. Durante este testimonio, Errázuriz pasó 12 horas respondiendo preguntas del fiscal principal de abusos sexuales, Jorge Escobar, pero en ocasiones permaneció en silencio y a menudo respondió: «No lo recuerdo». También alegó que el abuso de menores comienza como un «progreso», seguido de una «deformación psicológica» y finalmente un delito.

### Evidencias de encubrimiento de abuso sexual
En 2018, un correo electrónico de 2009 que Errázuriz escribió al entonces nuncio apostólico en Chile, el arzobispo Giuseppe Pinto, y que se hizo público durante la demanda, reveló el papel de Errázuriz en el encubrimiento de crecientes acusaciones de abuso sexual contra Karadima. «La presentación de los alegatos al promotor de justicia normalmente calma la agresión de los acusadores», escribió Errázuriz. «Respecto a F. Karadima no le pedí al promotor que lo interrogara, sólo le pedí su opinión a monseñor Andrés Arteaga. Consideró todo absolutamente inverosímil (como se trataba de hechos prescritos), cerré la investigación. Así elegí protegerlos, consciente de que mi forma de actuar, si los acusadores en algún momento llevaban el caso a los medios, se volvería en mi contra». Una denuncia presentada por Cruz, Murillo y Hamilton el 25 de octubre de 2018 señalaba a Errázuriz como líder del encubrimiento de los abusos sexuales cometidos por Karadima. La denuncia también nombró como testigos a Ezzati, Pinto, Arteaga y al ministro de la Corte de Apelaciones de Chile, Juan Manuel Muñoz. Sin embargo, también se inició una investigación por encubrimiento de abuso sexual contra Diego Ossa, uno de los 40 sacerdotes personales de Karadima.

## Designación de Barros en Osorno
Cuando el Papa Francisco nombró a Barros obispo de Osorno, una pequeña diócesis con 23 parroquias, el 10 de enero de 2015,  el arzobispo Ezzati, ahora cardenal, intentó que Francisco retirara el nombramiento. Después de que varios obispos chilenos cuestionaran el nombramiento, Francisco escribió en privado a los líderes de la Conferencia Episcopal de Chile explicando que entendía que el nombramiento sería controvertido, pero el plan existente para permitir que los obispos vinculados a Karadima se tomaran un año sabático para facilitar su reasignación había fracasado. Las protestas locales, las vigilias con velas y una petición al nuncio papal por parte de 30 sacerdotes y diáconos de la diócesis no lograron bloquear el nombramiento de Barros, al igual que una carta firmada por 51 miembros del Congreso Nacional. El Vaticano emitió una declaración defendiendo el nombramiento de Barro el 31 de marzo. Los manifestantes irrumpieron en la catedral para impedir la instalación de Barros allí en marzo. Es costumbre que los obispos asistan a las ceremonias de instalación, sin embargo, la mayoría de los obispos de Chile no lo hicieron. Según el papa Francisco, Barros se ofreció posteriormente a dimitir en dos ocasiones. Los feligreses continuaron protestando por el nombramiento de Barros reteniendo donaciones o abandonando una iglesia después de que hiciera una aparición en ésta. Otros grupos laicos denunciaron contra lo que se llamó su «re-victimización» e hicieron campaña para que sus voces fueran escuchadas en la selección de su obispo.

### Intervención del papa Francisco
Durante su visita a Chile del 15 al 18 de enero de 2018, el papa Francisco se disculpó por el «daño irreparable» causado por el abuso de menores por parte de los sacerdotes. Las víctimas de abusos rechazaron sus disculpas y reiteraron sus afirmaciones de que los obispos que protegieron a los abusadores continuaban ocupando cargos en la Iglesia de Chile. Se opusieron especialmente a que Francisco permitiera que uno de esos obispos, Juan Barros, celebrara una misa junto a él. El 19 de enero, Francisco defendió a Barros, diciendo: «El día que alguien me presente pruebas contra el obispo Barros, hablaré. Pero no hay ni una sola prueba. Todo es calumnia. ¿Está claro?». Algunos obispos chilenos apoyaron al Papa y estuvieron de acuerdo en que la Iglesia debería centrarse en las víctimas de abusos, mientras que Benito Baranda, un destacado activista social que coordinó la visita del Papa a Chile, dijo que Barros debería ser destituido y que el lenguaje del Papa «reaviva el sentimiento de no que les crean, o que estén exagerando o engañando. Es como cuando los niños dicen que sufren abusos, pero nadie les cree porque son niños». Al día siguiente, mientras le daba crédito a Francisco por apoyar muchos esfuerzos para reducir y castigar el abuso sexual por parte del clero, el cardenal Sean O'Malley criticó los comentarios del Papa: «Es comprensible que las declaraciones del Papa Francisco ayer en Santiago, Chile, fueron una fuente de gran dolor para los sobrevivientes de abuso sexual por parte del clero o de cualquier otro perpetrador. Las palabras que transmiten el mensaje "si no puedes probar tus afirmaciones entonces no te creerán" abandonan a quienes han sufrido violaciones criminales reprensibles de su derecho humano, dignidad y relegan a los supervivientes al exilio desacreditado».
El 22 de enero de 2018, el Papa Francisco habló sobre el caso Karadima y los cargos contra Barros. Dijo que entendía y apreciaba la declaración de O'Malley, pero reiteró su afirmación de que no había visto pruebas. Explicó que «nadie se ha presentado, no han aportado ninguna prueba para dictar sentencia». Declaró que: «quien acusa sin pruebas, con perseverancia, eso es una calumnia». También dijo que pensaba que las respuestas negativas a sus comentarios en Chile surgían de que pidió «pruebas», lo cual se dio cuenta de que era imposible, cuando debería haber dicho «evidencia». Aclaró que «el caso Barros fue examinado y reexaminado, pero no hay pruebas. Eso es lo que quería decir. No tengo las pruebas necesarias para condenar. Y si yo condenara sin pruebas y sin certeza moral, yo mismo cometería el delito de mala conducta judicial». Varios miembros de la Pontificia Comisión para la Protección de Menores informaron más tarde que habían presentado a O'Malley una carta de 8 páginas de Juan Carlos Cruz, uno de los acusadores de Barros, y que O'Malley les aseguró que se lo había dado a Francisco.
El 30 de enero, en respuesta a la continua protesta pública, el Vaticano anunció que Francisco asignaba a Charles Scicluna, arzobispo de Malta, la tarea de investigar de nuevo el caso Barros. Scicluna ha sido el principal investigador del Vaticano en varios casos de abuso sexual de alto perfil, incluido el de Marcial Maciel. También tiene un cargo en la Curia Romana que le otorga la responsabilidad de las apelaciones finales en casos de abuso sexual clerical.
Scicluna, asistido por Jordi Bertomeu de la Congregación para la Doctrina de la Fe, entrevistó a víctimas de abuso sexual y otros testigos en la ciudad de Nueva York el 17 de febrero y luego en Chile. También recibió documentos y resultados de investigaciones gubernamentales anteriores y se reunió con una delegación de Osorno que se oponía a que Barros continuara como su obispo. También entrevistó a víctimas en casos no relacionados con Barros. Finalmente, completó su investigación el 28 de febrero.
El 8 de abril, Francisco envió una carta invitando a los obispos de Chile a reunirse con él en Roma para considerar el informe de Scicluna y ayudarlo a «discernir las medidas que deben adoptarse a corto, mediano y largo plazo para restaurar la comunión eclesial en Chile, a fin de remediar en la medida de lo posible el escándalo y restablecer la justicia». El papa escribió: «He cometido graves errores en la evaluación y en mi percepción de la situación, sobre todo por falta de información veraz y equilibrada». Dijo: «Pido ahora perdón a todos aquellos a quienes he ofendido» y que tenía previsto en las próximas semanas disculparse en persona con algunos de los entrevistados por Scicluna. Francisco mantuvo reuniones privadas con tres de los testigos clave contra Karadima y Barros en el Vaticano los días 28 y 29 de abril.
Tras la disculpa del Papa y su respaldo a las acusaciones contra los obispos protegidos de Karadima, dos de ellos que habían defendido a Karadima en 2010 cuando los cargos en su contra se hicieron públicos adoptaron un tono castigado. Valenzuela dijo que las renuncias no eran soluciones, pero agregó: «todos tenemos debilidades, todos pecamos, todos nos portamos más o menos mal, no estábamos atentos cuando pasaban cosas malas, nos faltaba lucidez para estar cerca de los que sufrían». Koljatic dijo: «Quizás no tuve la lucidez suficiente para entender lo que estaba pasando (en El Bosque) y si es así, evidentemente debo asumir esa responsabilidad».
Francisco se reunió varias veces con 34 obispos de Chile, todos los jefes de diócesis activos más 5 de 6 auxiliares y algunos prelados eméritos, del 15 al 17 de mayo de 2018, acompañado por el Prefecto de la Congregación para los Obispos Marc Ouellet, y se unió en el último día de entrevistas de Scicluna y Bertomeu. Francisco los recibió con un diagnóstico de 10 páginas de la situación que abarcaba una visión amplia del problema que enfrentaba la Iglesia en Chile, «el abuso sexual de menores, de los abusos de poder y de los abusos de conciencia». Identificó a los obispos con «la psicología de las élites» que «termina por generar dinámicas de división, separación, círculos cerrados que desembocan en una espiritualidad narcisista y autoritaria» y advirtió que «el mesianismo, el elitismo y el clericalismo son síntomas de esta perversión» de estilo eclesiástico. Dijo que se requerían algunos cambios de personal y que había que abordar casos específicos (citó casos de intimidación de testigos, destrucción de documentos, traslado de sacerdotes abusivos sin tener en cuenta la seguridad de los menores), pero quería que se centraran en cuestiones más fundamentales, «las dinámicas que hicieron posible que tales actitudes y males se produjeran». Al concluir, todos los obispos y auxiliares en activo presentaron sus dimisiones por escrito. Hasta el 21 de septiembre de 2018, Francisco había aceptado las dimisiones de 7 obispos, incluido Barros. Horacio Valenzuela, otro obispo chileno vinculado al escándalo Karadima, también vio su renuncia aceptada por el Papa Francisco.

## Hermanos Maristas
El 12 de septiembre de 2018, el Papa Francisco despojó de su estado clerical al sacerdote Cristián Precht, quien había sido condenado por abusar sexualmente de menores y adultos. Precht obtuvo reconocimiento nacional en la década de 1980 cuando se desempeñó como jefe del grupo de derechos humanos Vicariato de Solidaridad de la Iglesia que desafió al dictador Augusto Pinochet a poner fin a la práctica de la tortura en Chile. También había sido un invitado frecuente en las instalaciones propiedad de los Hermanos Maristas, a quienes la policía chilena ha investigado tras denuncias de abuso sexual en muchas de las instalaciones del grupo. Precht había sido suspendido previamente del ministerio entre 2012 y 2017 después de haber sido condenado también por la Congregación para la Doctrina de la Fe. En 2012, al igual que Precht, el sacerdote católico Manuel Ortega también fue declarado culpable de abusar sexualmente de niños en las instalaciones de los Hermanos Maristas de Chile. Ortega murió en 2015. En 2017, los Hermanos Maristas chilenos revelaron que al menos 14 menores fueron abusados por el hermano marista Abel Pérez desde la década de 1970 hasta el año 2000 en los colegios Instituto Alonso de Ercilla y Marcelino Champagnat en Chile. En 2010 Pérez confesó a sus superiores los presuntos abusos y luego fue trasladado a Perú.

## Retiro de los poderes clericales a Karadima
El 28 de septiembre de 2018, el Papa Francisco emitió un comunicado ordenando la pérdida del estado clerical de Karadima.

## Demanda a la Arquidiócesis de Santiago
El 21 de octubre de 2018, se informó que la Corte de Apelaciones de Chile ordenó a la oficina del Arzobispo de Santiago pagar 450 millones de pesos (650.000 dólares) a tres hombres que afirmaron haber sido abusados sexualmente por Karadima durante décadas. El fallo también afirmó que Errázuriz y Ezzati también encubrieron deliberadamente la historia de abusos de Karadima. También se utilizó como prueba el correo electrónico que Errázuriz le escribió a Pinto en 2009. Uno de los demandantes en este pleito no era otro que Juan Carlos Cruz. Dobra Lusic, presidente del Tribunal de Apelaciones, negó el 22 de octubre que se hubiera dictado sentencia. El 27 de marzo de 2019, sin embargo, la Corte de Apelaciones ordenó a la Arquidiócesis pagar 100 millones de pesos (unos 147.000 dólares) por «daños morales» a cada uno de los sobrevivientes: Juan Carlos Cruz, José Andrés Murillo y James Hamilton. El fallo fue confirmado por su abogado Juan Pablo Hermosilla y el obispo de Santiago Celestino Aos el 28 de marzo.

## Renuncia de Errázuriz al Consejo Cardenalicio
El 1 de noviembre de 2018 se conoció que Cruz, Murillo y Hamilton habían presentado una denuncia contra Errázuriz el 25 de octubre acusándolo de perjurio en la demanda civil de indemnización de daños y perjuicios interpuesta contra el Arzobispado de Santiago. El 15 de noviembre de 2018, Errázuriz anunció que ya no era miembro del Consejo de Cardenales, que sirve como comité asesor del Papa, alegando que el Papa Francisco aceptó su renuncia después de cumplir el límite de mandato de cinco años del Vaticano. Sin embargo, se supo que justo cuando Errázuriz anunció su renuncia, un fiscal chileno anunció que había sido citado a testificar.

## Renuncia del arzobispo de Santiago
El 6 de marzo de 2019, se reportó que un hombre presentó una demanda por 500.000 dólares contra el Arzobispo de Santiago Ricardo Ezzati Andrello y la Arquidiócesis de Santiago de Chile alegando que en 2015 había sido violado en un dormitorio anexo a la catedral y que Ezzati lo había sobornado para que mantuviera silencio respecto al tema. El 23 de marzo de 2019, el Papa Francisco aceptó la renuncia de Ezzati, presentada cuando cumplió 75 años.

## Eliminación del estatuto de limitaciones
El 11 de julio de 2019, en medio de la actual crisis de abuso sexual en la Iglesia católica chilena, el presidente chileno Sebastián Piñera promulgó una ley que elimina el plazo de prescripción para juzgar a personas por cometer delitos de abuso sexual contra niños. Sin embargo, la legislación, que se propuso por primera vez en 2010, no es retroactiva.

## Compañía de Jesús
El reverendo Stefan Dartmann reveló que un maestro abusivo en Alemania había sido culpable de delitos similares en escuelas jesuitas de Chile y España.
En agosto de 2019, surgieron revelaciones de que el padre jesuita Renato Poblete, fallecido en 2010, había abusado sexualmente de 18 mujeres adultas y cuatro menores de edad. También embarazó al menos a una de estas mujeres y la obligó a abortar. Una de las menores de las que abusó tenía tres años y también era hija de una de sus víctimas adultas.

## Bernardino Piñera
El 21 de agosto de 2019, el nuncio de Chile anunció que el Vaticano había iniciado una investigación sobre las acusaciones de que Bernardino Piñera, un influyente sacerdote chileno que también es tío paterno del presidente chileno Sebastián Piñera, abusó sexualmente de, al menos, un niño, 50 años antes. Piñera opinó que tuvo «un comportamiento impecable».

## Remoción del Nuncio
El 29 de agosto de 2019 se anunció que el nuncio chileno y arzobispo italiano Ivo Scapolo había dejado su cargo en Chile y era trasladado a Portugal. Scapolo se ganó críticas en Chile por su vínculo con nombramientos de obispos controvertidos, incluido el nombramiento de Juan Barros Madrid. El 30 de agosto, al día siguiente de este anuncio, Inés San Martín, jefa de la oficina en Roma de la fuente de noticias católica en línea Crux, describió a Chile como el país más afectado por la crisis de abuso clerical fuera del mundo de habla inglesa».

## Investigación de Diego Ossa
En enero de 2019, el Vaticano abrió una investigación criminal contra la «mano derecha» de Karadima, Diego Ossa, quien fue destituido del ministerio en agosto de 2018 tras ser acusado de dos incidentes de abuso sexual y también de encubrimiento de abuso sexual. Ossa enfrentó tres cargos de abuso sexual y de poder, dos de los cuales implicaban actos sexuales y uno de encubrimiento de incidentes relativos a este tema desde 2005. Ossa, quien sirvió en la parroquia El Señor de Renca y luego fue nombrado vicario en una parroquia de Ñuñoa, murió en abril de 2020 de cáncer de páncreas antes de que se pudiera llegar a un veredicto en el Vaticano. La noticia de su muerte provocó reacciones encontradas por parte de los denunciantes. Al momento de su muerte, la investigación del Vaticano contra Ossa también reveló un correo electrónico entre el cardenal Errázuriz y Ossa donde se daba cuenta del traspaso de dinero a uno los denunciantes de Ossa, Óscar Osbén.

## Otros casos

### Arquidiócesis de Santiago
- José Andrés Aguirre Ovalle, conocido como el cura Tato, fue declarado culpable de nueve cargos de abuso sexual por el máximo tribunal de este país. En 2004 Aguirre fue condenado a 12 años de cárcel. Al inicio de este juicio, la Iglesia católica fue condenada a pagar 100 millones de pesos en concepto de daños y perjuicios a las víctimas, pero luego esta sentencia fue revocada por el Tribunal Supremo.[102]
- Ricardo Muñoz Quinteros, sacerdote de Melipilla, fue imputado en 2010 por ocho casos de abuso sexual de menores, incluida su propia hija. Quinteros también está siendo investigado por producir material pronográfico que involucra a niños.[103]

### Diócesis de Valparaíso
- Eduardo Olivares Martínez fue declarado culpable de cinco abusos sexuales contra menores de edad de escasos recursos. En 2006 fue sentenciado a 3 años de cárcel y a pagar 15 millones de pesos por daños y perjuicios.[104]
- En 2010, Juan Henríquez Zapata fue acusado de utilizar a menores para servicios sexuales.[105]

### Diócesis de Rancagua
- Jorge Galaz Espinoza, exdirector de El Pequeño Cottolengo, fue declarado culpable de reiteradas violaciones contra dos menores con discapacidad mental. En 2005, Galaz fue condenado a 15 años de cárcel.[106]

### Diócesis de Punta Arenas
- Jaime Low Cabezas, fue declarado culpable de abuso sexual contra una menor de 15 años. En 2009, Low fue condenado a tres años de cárcel.[107]
- Víctor Hugo Carrera, fue declarado culpable de abuso sexual contra un menor de edad de escasos recursos. En 2005 Carrera fue sentenciado a 541 días de cárcel y a pagar 2 millones de pesos en concepto de daños y perjuicios a la familia de la víctima. El caso implicó al obispo de Punta Arenas, Tomás Osvaldo González Morales, quien fue acusado de proteger a Carrera y facilitar su fuga a Bolivia, donde residió durante dos años.[108]

### Diócesis de Iquique
- Marco Antonio Órdenes Fernández, obispo emérito de Iquique, fue despojado de sus poderes clericales por el Papa Francisco el 11 de octubre de 2018 debido a acusaciones de abuso sexual contra menores.[109][110]

### Arquidiócesis de La Serena
- Francisco José Cox Huneeus, arzobispo emérito de La Serena y miembro del Instituto de los Padres de Schoenstatt, fue despojado de sus poderes clericales por el Papa Francisco el 11 de octubre de 2018, por acusaciones de abuso sexual contra menores.[111][112] Cox, quien se había visto obligado a renunciar como arzobispo de La Serana en 1997 y luego regresó a Chile después de vivir en Alemania entre 2002 y 2019, murió el 12 de agosto de 2020, mientras esperaba juicio. [113]